# Phoneutria nigriventer
Phoneutria nigriventer (лат.) — вид чрезвычайно ядовитого паука семейства Ctenidae, обитающего в Южной Америке (Бразилия, Уругвай, Парагвай и Аргентина).
Яд паука Phoneutria nigriventer содержит по меньшей мере шесть нейротоксических пептидов, известных во всём мире как PhTx3 и индивидуально идентифицируемых как Tx3-1-Tx3-6. Tx3-3 также называют ω-токсин Phoneutria nigriventer ω-PnTx3-3 и Tx3-4, phonetoxin ІІА или ω-Ptx-IIA. Эти токсины действуют как блокаторы кальциевых каналов широкого спектра действия, которые ингибируют высвобождение глутамата, вызывают накопление кальция, а также глутамата в нервных синапсах. В смертельных концентрациях эти нейротоксины вызывают потерю мышечного контроля и проблемы с дыханием, что приводит к параличу и в конечном итоге к удушью. Кроме того, яд вызывает сильную боль и воспаление после укуса из-за возбуждающего действия яда на серотониновые 5-НТ4 рецепторы сенсорных нервов. Эта сенсорная нервная стимуляция вызывает каскадное высвобождение нейропептидов, таких как вещество Р, которое вызывает воспаление и боль. Средняя смертельная доза (LD50) яда составляет 134 мкг/кг. Были сообщения о различии между ядом самца и самки Phoneutria nigriventer, причём самки производили более высокое количество яда.
Помимо причинения сильной боли, яд паука может также вызывать приапизм у людей. Эрекция, возникающая в результате укуса, вызывает дискомфорт, может длиться в течение многих часов и может привести к импотенции. Компонент яда (Tx2-6) изучается для использования в лечении эректильной дисфункции.
Было показано, что количество яда P. nigriventer, необходимое для уничтожения 20-граммовой мыши, составляет всего 6 мкг внутривенно и 134 мкг подкожно по сравнению со 110 мкг и 200 мкг соответственно для Latrodectus mactans (южная чёрная вдова). Это относит этот яд к числу самых смертоносных паучьих ядов для мышей. Добыча бразильского бродячего паука также включает сверчков, кузнечиков, богомолов и других более крупных животных, включая древесных лягушек и ящериц.